# Renee Hykel
Renee Hykel (ur. 31 maja 1979 w Darby) – amerykańska wioślarka.

## Osiągnięcia
- Mistrzostwa Świata – Mediolan 2003 – dwójka bez sternika wagi lekkiej – 4. miejsce[1].
- Mistrzostwa Świata – Banyoles 2004 – czwórka podwójna wagi lekkiej – 3. miejsce[1].
- Mistrzostwa Świata – Gifu 2005 – dwójka podwójna wagi lekkiej – 2. miejsce[1].
- Mistrzostwa Świata – Eton 2006 – dwójka podwójna wagi lekkiej – 9. miejsce[1].
- Igrzyska Olimpijskie – Pekin 2008 – dwójka podwójna wagi lekkiej – 10. miejsce[1].